# Beinn Udlaidh
Beinn Udlaidh är ett berg i Storbritannien.   Det ligger i kommunen Argyll and Bute och riksdelen Skottland, i den nordvästra delen av landet, 600 km nordväst om huvudstaden London. Toppen på Beinn Udlaidh är 840 meter över havet, eller 594 meter över den omgivande terrängen. Bredden vid basen är 9,8 km.
Terrängen runt Beinn Udlaidh är huvudsakligen kuperad.Runt Beinn Udlaidh är det mycket glesbefolkat, med 3 invånare per kvadratkilometer. Närmaste större samhälle är Dalmally, 12,8 km sydväst om Beinn Udlaidh. I omgivningarna runt Beinn Udlaidh växer i huvudsak blandskog.